# 深津睦夫
深津 睦夫（ふかつ むつお、1953年1月1日 - ）は、日本の国文学者。中世文学が専門。現在、皇學館大学文学部国文学科教授。

## 人物
岐阜県出身。1976年3月東京教育大学文学部国語国文学専攻卒業後、1981年3月名古屋大学大学院文学研究科博士課程満期退学。2004年3月「中世勅撰和歌集史の構想」で名古屋大学より博士（文学）の学位を取得。皇學館大学助教授、教授。

## 著書
- 『言語表現の技法』皇學館大学出版部、1995年
- 『言語表現の技法：論文の書き方』皇學館大学出版部、2004年。（新版、2017年）
- 『言語表現の技法：わかりやすい文章を書くために』皇學館大学出版部、2004年。
- 『中世勅撰和歌集史の構想』笠間書院、2005年3月。ISBN 4305702916
- 『光厳天皇：をさまらぬ世のため身ぞうれはしき』ミネルヴァ書房〈ミネルヴァ日本評伝選〉2014年2月。ISBN 9784623070060
- 『神道と和歌』和泉書院、2024年4月。ISBN 9784757610941

### 編著
- 『続後拾遺和歌集』明治書院〈和歌文学大系9〉1997年9月。ISBN 462551309X
- 『古今集古注釈集成 浄弁注・内閣文庫本古今和歌集注（伝冬良作）』笠間書院、1998年2月。ISBN 4305601125

### 共編著
- 『新註百人一首』西沢正二、勉誠社、1986年10月。
- 『歌論歌学集成 第12巻』安達敬子、三弥井書店、2003年3月。ISBN 4-8382-3105-9
- 『私撰集作者索引 続編』名古屋和歌文学研究会、和泉書院、2004年12月。ISBN 4757602936
- 『全国神社奉納和歌のデータベース化と研究のための予備的研究』（深津睦夫） 2009年。

### 講演録
- 『和歌と政治』皇學館大学出版部、2001年1月。